# ضريح الشاه رضا

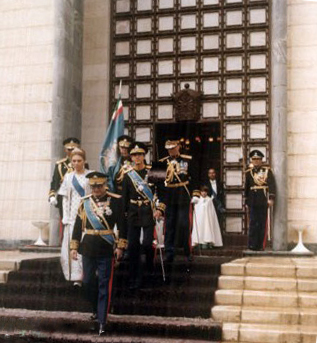
محمد رضا بهلوي في زيارته الرسمية لقبر والده عقد 1970م مع أسرته.

ضريح الشاه رضا (بالفارسية: آرامگاه رضا شاه) ، تقع الضريح السابق للشاه رضا بهلوي في مدينة الري التي تتبع محافظة طهران في إيران ، وبقيت ضريح الشاه فترة طويلة خلال حكم ابنه الشاه محمد رضا بهلوي.

## عملية الهدم
أمر القاضي صادق خلخالي الملقب (بالقاضي الأحمر) بعد الثورة الإسلامية الإيرانية سنة 1979م بهدم الضريح، وفي اليوم الثاني من فبراير عام 1979م قاموا أنصار الخميني بهدم الضريح، وحولت مسجد رضا خان إلى المدرسة الإسلامية وزوال أي أثر تتعلق بعائلة البهلوية.

## صور

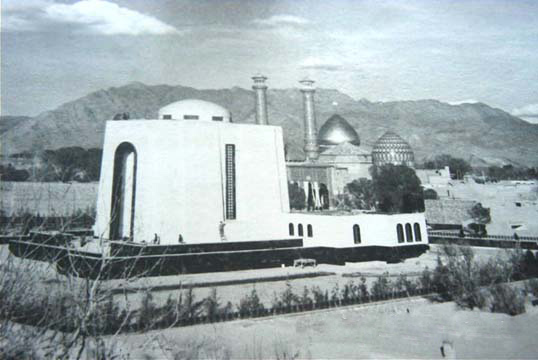
ضريح الشاه تحت الإنشاء
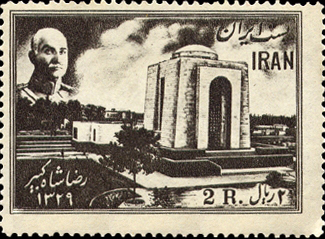
الطابعة البريدية
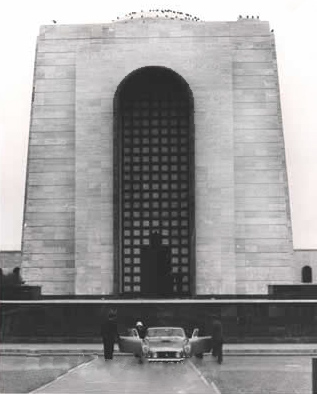
ضريح الشاه في عقد 1960
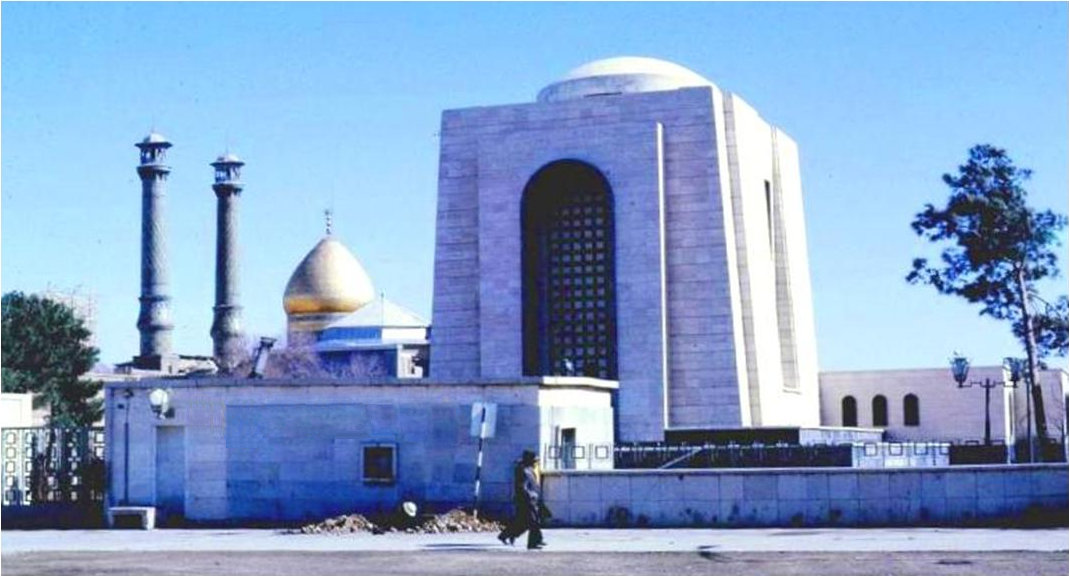
ضريح الشاه في عقد 1970
بداية تدمير الضريح
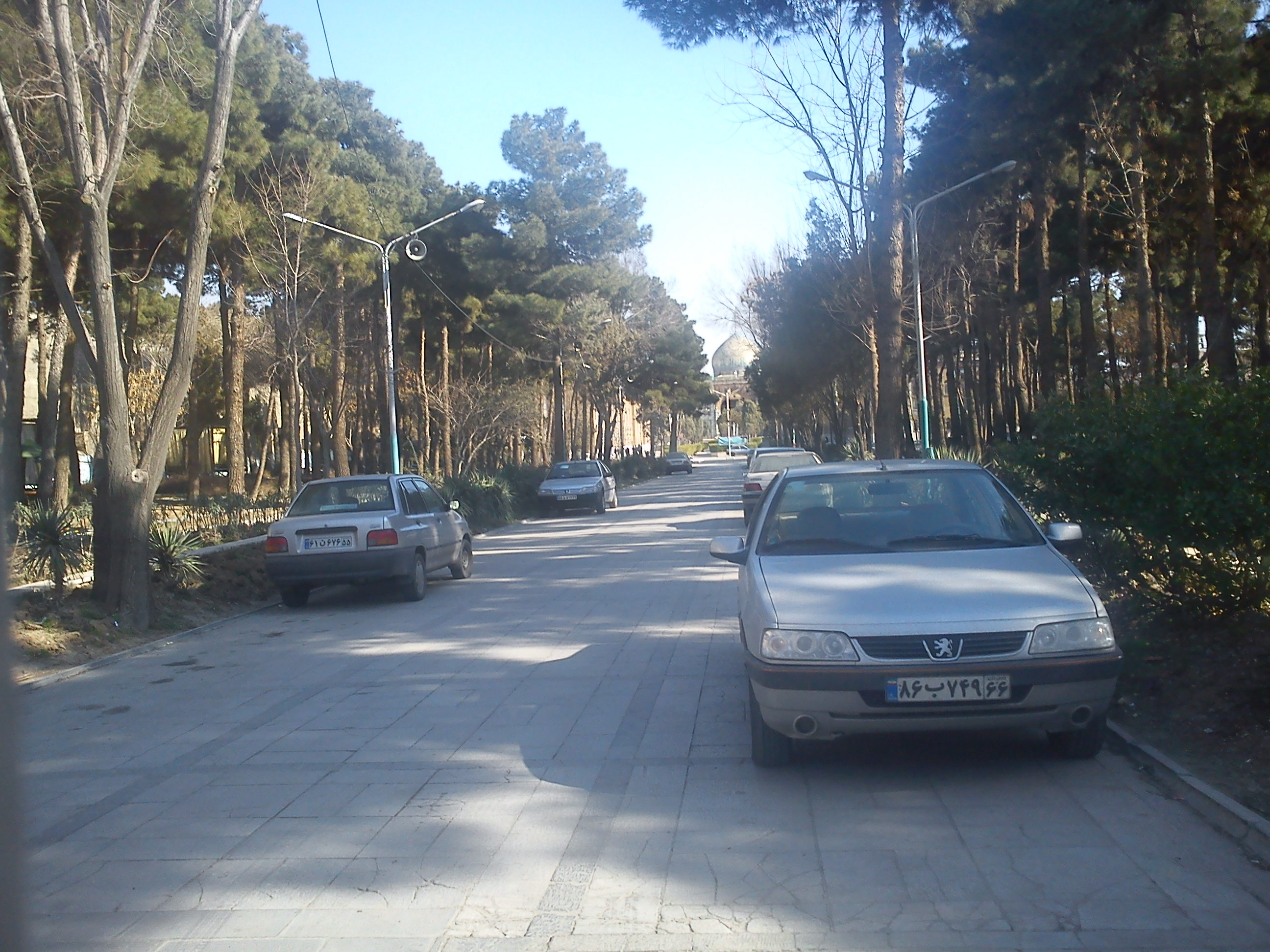
الطريق إلى أثر مقبرة الشاه رضا عام 2010م

## أعلام
- رضا بهلوي

## وصلات خارجية
- Satellite map
- Books, Ayatollah Khalkhali's memories